# Françoise Yip
Françoise Yip (chinesisch 葉芳華 / 叶芳华, Pinyin Yè Fānghuá, Jyutping Jip6 Fong1waa4, kantonesisch Yip Fong-Wa, * 4. September 1972 in North Vancouver, British Columbia, Kanada) ist eine kanadische Schauspielerin.

## Leben
Yip wurde als Tochter eines chinesischen Vaters und einer frankokanadischen Mutter geboren. Über die Musik und ein Studium in Politikwissenschaften kam sie zur Schauspielerei und stand zunächst für Werbeproduktionen vor der Kamera. 1994 nahm sie an einem internationalen Casting für den Jackie-Chan-Film Rumble in the Bronx teil, der zu diesem Zeitpunkt in Vancouver gedreht wurde, und bekam schließlich die Rolle der Nancy. Der Erfolg des Films im asiatischen Raum und später auch in den Vereinigten Staaten verhalf der Schauspielerin zu internationaler Bekanntheit und brachte ihr zudem zwei Nominierungen bei den Hong Kong Film Awards als „Beste Darstellerin in einer Nebenrolle“ und „Bester Nachwuchsschauspieler“ ein.
In den darauffolgenden Jahren lebte Yip in Hongkong und stand dort für verschiedene Actionproduktionen vor der Kamera, unter anderem in Black Mask (1996) an der Seite von Jet Li. Kurz nach dessen Veröffentlichung kehrte sie nach Kanada zurück, um ihre Schauspielkarriere dort weiterzuverfolgen. Seitdem war sie in zahlreichen Filmen und Fernsehserien zu sehen, vorwiegend jedoch in Nebenrollen. In den Serien Freedom (2000) und Flatland (2002) bekam Yip größere Rollen, beide wurden jedoch nach nur einer Staffel abgesetzt. In der dritten Staffel der Serie Smallville war sie in einer wiederkehrenden Rolle als Dr. Lia Teng zu sehen. Für ihren Auftritt im Fernsehfilm A Beachcombers Christmas (2004) war die Schauspielerin bei den kanadischen Leo Awards 2005 für die „beste weibliche Nebenrolle“ nominiert. Zwischen 2007 und 2008 war sie in der Serie Blood Ties – Biss aufs Blut in der Rolle der Kate Lam zu sehen, zuletzt hatte sie unter anderem Gastauftritte in den Serien Caprica (2010), Sanctuary – Wächter der Kreaturen (2011) und Fringe – Grenzfälle des FBI (2011).
Françoise Yip wird auch unter ihren Namen Ye Fanghua; Yip Fong-Wa; Yip Fong-Wah; Françoise Yip Fong Wa; Francoise C. J. Yip; Francoise Yip; Françoise C. J. Yip, François Yip gelistet.

## Filmografie (Auswahl)
- 1995: Two Impossible Films (Kurzfilm)
- 1995: Rumble in the Bronx
- 1995: Infatuation (Nie lian)
- 1996: Wan choi ng fuk sing
- 1996: Meng Bo
- 1996: Black Mask
- 1998: Futuresport (Fernsehfilm)
- 2000: Romeo Must Die
- 2000–2001: Freedom (Fernsehserie, sieben Folgen)
- 2001: Lunch with Charles
- 2001: These Arms of Mine (Fernsehserie, drei Folgen)
- 2001, 2005: Andromeda (Fernsehserie, zwei Folgen)
- 2002: Flatland (Fernsehserie, acht Folgen)
- 2002: Auf Todeskurs: Flugzeug außer Kontrolle (Cabin Pressure, Fernsehfilm)
- 2002: The New Beachcombers (Fernsehfilm)
- 2003: Jeremiah – Krieger des Donners (Fernsehserie, zwei Folgen)
- 2003–2004: Smallville (Fernsehserie, fünf Folgen)
- 2004: Blade: Trinity
- 2004: A Beachcombers Christmas (Fernsehfilm)
- 2005: The Deal
- 2007–2008: Blood Ties – Biss aufs Blut (Fernsehserie, 14 Folgen)
- 2008: Dim Sum Funeral
- 2009: Motherland
- 2010: The King of Fighters
- 2010: Caprica (Fernsehserie, zwei Folgen)
- 2016: Signed, Sealed, Delivered – From the Heart (Fernsehfilm)
- 2017: Deadly Lessons (Fernsehfilm)
- 2017: My Favorite Wedding (Fernsehfilm)
- 2017: Ring of Deception (Fernsehfilm)
- 2017: Karen Kingsbury’s Maggie’s Christmas Miracle (Fernsehfilm)
- 2017: Everything, Everything
- 2017: Seduced by a Stranger (Fernsehfilm)
- 2018: No One Would Tell (Fernsehfilm)
- 2018–2019: Shadowhunters – The Mortal Instruments (Fernsehserie, vier Folgen)
- 2018: The Perfect Bride: Wedding Bells (Fernsehfilm)
- 2018: Predator – Upgrade (The Predator)
- 2019: The Order (Fernsehserie, drei Folgen)
- 2020: A Little Christmas Charm
- 2021: Mystery 101 – Deadly History (Fernsehfilm)
- 2021–2023: Kung Fu (Fernsehserie, vier Folgen)
- 2022: Rip in Time (Fernsehfilm)
- 2022: Family Law (Fernsehserie, zwei Folgen)
- 2023: Goosebumps (Fernsehserie, acht Folgen)
- 2025: The Wedding Banquet

Einmalige Gastauftritte hatte Yip unter anderem in den Serien Millennium – Fürchte deinen Nächsten wie Dich selbst (1998), Mission Erde – Sie sind unter uns (1998), Secret Agent Man (2000), Seven Days – Das Tor zur Zeit (2000), Wolf Lake (2001), Dead Zone (2004), Men in Trees (2006), Flash Gordon (2007), Sanctuary – Wächter der Kreaturen (2011) und Fringe – Grenzfälle des FBI (2011), Mistresses (2015), Girlfriends' Guide to Divorce (2015), Motive (2016), Ice (2017), iZombie (2017) und Take Two (2018).